# Gan Raveh
Le conseil régional de Gan Raveh, en hébreu : מועצה אזורית גן רווה, est situé en bordure de la mer Méditerranée, dans le district centre en Israël. Sa population s'élève, en 2016, à 5 741 habitants.

## Liste des communautés
- Ayanot (en)
- Beit Hanan (en)
- Beit Oved (en)
- Ge'alya (en)
- Gan Sorek (en)
- Kfar HaNagid (en)
- Neta'im (en)
- Palmachim

## Source de la traduction
- (en) Cet article est partiellement ou en totalité issu de l’article de Wikipédia en anglais intitulé « Gan Raveh Regional Council » (voir la liste des auteurs).